# La Esperanza, Pijijiapan
La Esperanza är en ort i Mexiko.   Den ligger i kommunen Pijijiapan och delstaten Chiapas, i den sydöstra delen av landet, 800 km sydost om huvudstaden Mexico City. La Esperanza ligger 12 meter över havet och antalet invånare är 1 031.
Terrängen runt La Esperanza är mycket platt. Havet är nära La Esperanza åt sydväst.  Närmaste större samhälle är Joaquín Miguel Gutiérrez, 13,6 km nordost om La Esperanza. 